# IWI Tavor

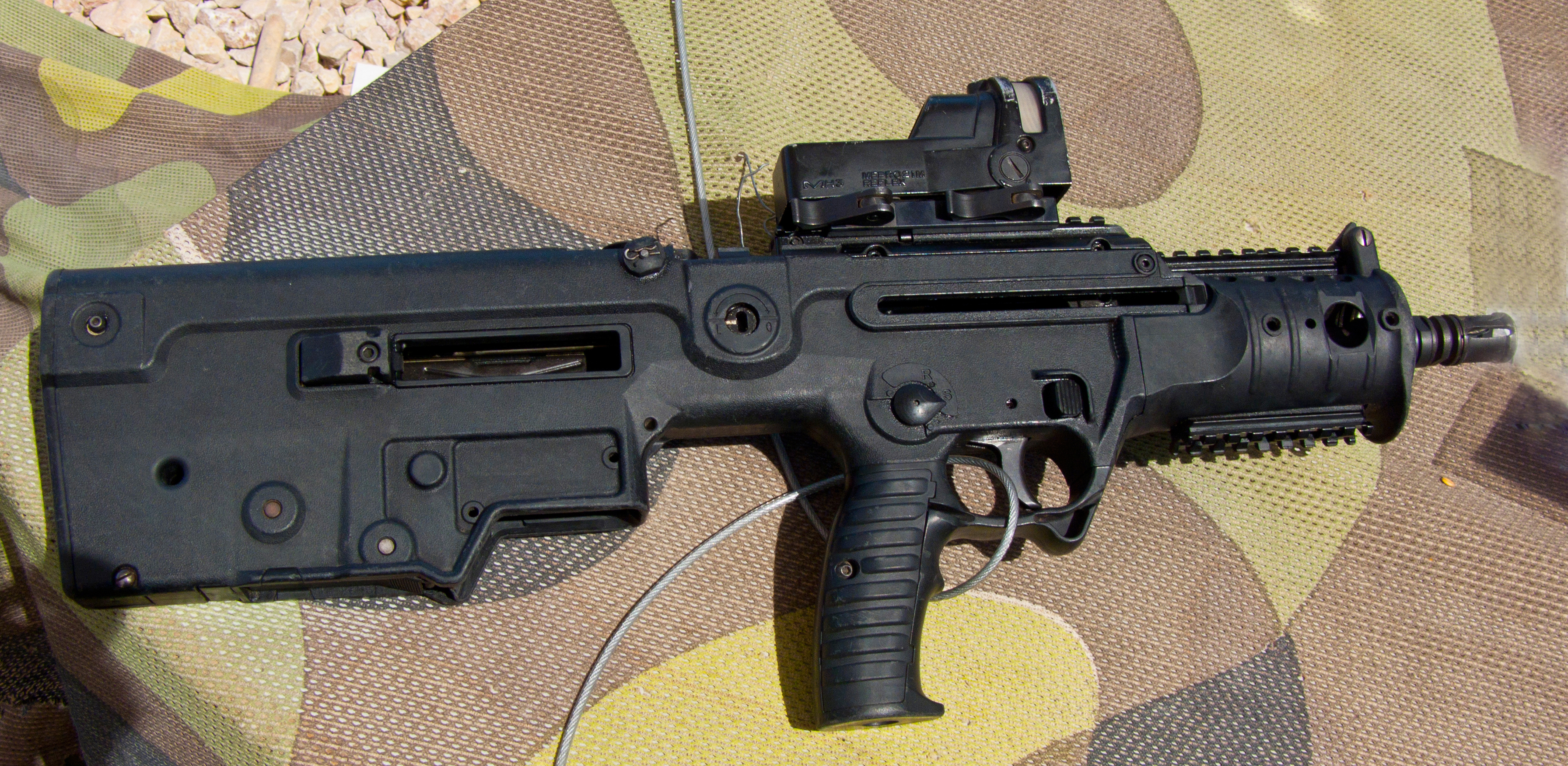
Il MTAR-21

L'IWI Tavor (Tavor Assault Rifle - XXI secolo) rappresenta il nuovo fucile di assalto calibro 5,56x45 mm adottato dalle forze di difesa israeliane.

## Caratteristiche
Il Tavor è un fucile d'assalto in configurazione bullpup, che, grazie al meccanismo di fuoco posto dietro al grilletto, permette di contenere le dimensioni complessive dell'arma facendo rimanere invariata la lunghezza della canna. È stato sviluppato e prodotto dalla IMI Systems (IMI), la fabbrica d'armi governativa dello Stato d'Israele, e rappresenta un nuovo standard di progettazione, tra i più avanzati al mondo.
Il Tavor ha una cadenza di fuoco di 900 colpi al minuto con munizionamento standard NATO. Il design del TAR è votato all'ergonomia e alla completa possibilità di utilizzo sia da parte di tiratori destri, sia mancini; il corpo principale è composto da materiali polimerici sostituti del metallo, che lo rendono molto leggero, circa 3,5 kg a pieno carico.
Grazie alla sua compattezza e ai suoi numerosi pregi è un'arma molto adatta per combattimenti in ambienti urbani e l'impiego da parte di truppe meccanizzate.

## Versioni
Il Tavor è prodotto in molteplici versioni, in grado di assicurare la massima operatività multi-ruolo a questa arma:
- TAR-21: è la versione standard, progettata per la fanteria. Nella configurazione base la lunghezza della canna è di 460 mm, e la lunghezza totale del fucile è di 720 mm.
- STAR-21 (Sniper Tavor Assault Rifle): è la versione progettata per l'utilizzo da parte di tiratori scelti. In questa configurazione il fucile viene equipaggiato con un'ottica ACOG Trijicon 4x.
- CTAR-21 (Compact Tavor Assault Rifle): è la versione compatta del TAR-21, in quanto presenta una canna di 380 mm contro i 460 mm della versione standard, ed una lunghezza totale dell'arma di 640 mm.
- GTAR-21 versione corredata da lanciagranate da 40 mm di varia produzione (turca, bulgara etc...)
- MTAR-21 (Micro Tavor Assault RIfle, a volte detta X95 o Tavor-2): ideale per operazioni di forze speciali, riprende la tradizione storica della "miniaturizzazione" inaugurata dal Micro-"Uzi". Presenta una canna di soli 330 mm (13") che portano la lunghezza totale dell'arma a 590 mm. Peculiare del MTAR-21 è la possibilità di essere convertito in un mitra calibro 9 × 19 mm Parabellum, grazie ad uno specifico kit di conversione.

Inizialmente tutte le versioni del Tavor, ad eccezione della versione STAR-21, erano equipaggiate con ottiche reflex ITL MARS, ma nei modelli di recente produzione queste ultime sono state sostituite da più economici puntatori Meprolight M21 per le versioni TAR21 e Meprolight MOR per la versione MTAR. La versione base del TAR può essere inoltre equipaggiata con il lanciagranate da 40 mm, ridenominata GTAR 21 M203.
La manutenzione del Tavor è cosa estremamente semplice, visto che l'arma smontata si compone di soli due sottoinsiemi: fucile e gruppo otturatore-portaotturatore-molla di recupero.

### Versioni estere
L'Ucraina dopo aver acquistato la licenza per la produzione di Tavors, tramite il produttore di armi da fuoco ucraino RPC Fort, ha sviluppato due versioni locali:
- Fort-221: Versione ucraina prodotta localmente del CTAR-21 in 5,45 × 39 mm[2].
- Fort-222: Versione ucraina prodotta localmente dello STAR-21 in 5,45 × 39 mm.
- Fort-224: Versione ucraina prodotta localmente dello X-95 in 5.56 × 45 mm o 5.45 x 39mm[2]
- 'Fort-224: Versione ucraina prodotta localmente dello X-95 SMG in 9 × 19 mm[2]

## Difetti noti
Sono noti alcuni difetti legati al Tavor:
- Il costo, che è pari a circa 3 volte quello di un M-16.
- Alcuni problemi di "jamming" (inceppamento) per la esposizione del complesso otturatore alla sabbia che lo faceva inceppare, difetto molto grave per un'arma operante in ambienti mediorientali. Questo problema è stato completamente risolto[3].
- Attacchi proprietari per gli NVG ed altri dispositivi optoelettronici.

## Utilizzi operativi

### In Israele
È entrato in servizio nelle brigate "Givati", "Nahal" e "Golani" e, fondi permettendo, diventerà presto lo standard in tutte le brigate.

Un giudizio complessivo di questa arma resta molto positivo (come dimostrato dal suo uso in Libano), decisamente senza fondamento le paure di qualcuno che considerava il TAR-21 un grande fallimento.

### All'estero
È prodotto su licenza in India dove ha guadagnato la fiducia dei reparti speciali dopo un'iniziale delusione. È utilizzato anche in Colombia (che vanta una grande cooperazione in questo campo con Israele), Singapore, Portogallo. Nell'2008 anche l'Ucraina tramite l'azienda RPC Fort acquista la licenza per produrre Tavors in versione 5,45 × 39 mm.

## Paesi utilizzatori
- Azerbaigian
- Colombia: 30000 fucili Tavor, in dotazione alle forze speciali
- Costa Rica
- Georgia: ne sono stati acquistati un totale di circa 7000 unità, per rimpiazzare l'AK-74 in dotazione alle forze speciali
- Guatemala
- India
- Israele
- Portogallo: in dotazione alle forze speciali della polizia portoghese
- Thailandia
- Ucraina
  - Guardia nazionale dell'Ucraina

Yuriy Lutsenko, allora capo del Ministero degli affari interni dell'Ucraina, ha annunciato il 1º ottobre 2008 che Israel Weapon Industries e la società di ricerca e produzione ucraina RPC Fort avrebbero prodotto congiuntamente fucili d'assalto bullpup Tavor per entrare in servizio con le unità militari speciali e di polizia ucraine. RPC Fort ha creato prototipi di Tavors camerati in una cartuccia da 5,45 × 39 mm con lanciagranate Milkor UBGL da 40 mm da mostrare agli ufficiali delle forze di sicurezza ucraine come mezzo per convincerli ad acquistare Tavor di fabbricazione ucraina per le unità delle forze. Nel dicembre 2009 è stata adottata una risoluzione per l'acquisto del Fort 221 camerato in 5,45x39 per agenzie di intelligence/guardie di frontiera ucraine, acquistato in piccole quantità. Successivamente è stato adottato nel 2014 per le forze armate e di polizia ucraine anche in calibro 5,45.

## Il Tavor nella cultura di massa
- In ambito videoludico, il Tavor è utilizzabile nei videogiochi Tom Clancy's Ghost Recon: Future Soldier Rainbow Six: Raven Shield, Tom Clancy's Ghost Recon : Wildlands, Crossfire, Point Blank Call of Duty: Modern Warfare 2 e Call of Duty: Black Ops 2 (nella versione MTAR), War Rock, Combat Arms, Alliance of Valiant Arms, in Battlefield 3 (aggiunto nel DLC Close Quarters, nella versione MTAR-21), in Battlefield 4 (aggiunto nel DLC China Rising nella versione MTAR-21), inoltre, rinominato "ASP Rifle", lo si trova in F.E.A.R., F.E.A.R. Extraction Point, F.E.A.R. Perseus Mandate e, con il nome invece "Kohler & Bock IDW-15", anche nel multiplayer di F.E.A.R. 2, inoltre è stato aggiunto anche nel videogioco "tom clancy's GHOST RECON FUTURE SOLDIER" nella versione CTAR-21. È stato inoltre trasformato in un'arma leggendaria ( di colore arancione) nel gioco android 'Sniper Battle'